# NGC 6430
NGC 6430 ist eine Spiralgalaxie vom Hubble-Typ Sab im Sternbild Herkules am Nordsternhimmel. Sie ist schätzungsweise 144 Millionen Lichtjahre von der Milchstraße entfernt und hat einen Durchmesser von etwa 80.000 Lichtjahren. Sie gilt als Mitglied der sechs Galaxien zählenden NGC 6500-Gruppe (LGG 414).
Die Typ-Ia/P-Supernova SN 2012ea wurde hier beobachtet.
Das Objekt wurde am 2. Juni 1864 von Albert Marth entdeckt.